# 第21號小提琴奏鳴曲 (莫札特)
沃夫岡·阿瑪迪斯·莫札特的E小調第21號鍵盤與小提琴奏鳴曲，目錄第304號，創作於1778年。當時莫札特正在巴黎，這首奏鳴曲是在莫札特的母親安娜·瑪麗亞·莫札特去世的同一時期創作的，其情緒也反映了這一點。這首奏鳴曲是莫札特唯一一首主調為E小調的器樂作品。
1. Allegro（E小調）
2. Tempo di Menuetto（E小調）

馬丁-約瑟夫·門格將這兩個樂章改編成木管五重奏，並將其納入他的《莫札特作品五重奏》（Quintetto tiré des œuvres de Mozart）中。

## 外部連結
- 《第21號小提琴奏鳴曲》：谱子和报道（德语），《莫扎特全集》
- 第21號小提琴奏鳴曲：国际乐谱典藏计划上的乐谱
- Full recording by Corey Cerovsek (violin) and Jeremy Denk (piano) from the Isabella Stewart Gardner Museum in MP3 format